# Nur nicht aus Liebe weinen
Nur nicht aus Liebe weinen ist ein Schlager von  Hans Fritz Beckmann (Liedtext) und Theo Mackeben (Musik) aus dem deutschen Filmmelodram Es war eine rauschende Ballnacht gesungen von Zarah Leander.

## Entstehungsgeschichte
Das Lied geht zurück auf ein russisches Volkslied, welches für den 1939 erschienenen Film Es war eine rauschende Ballnacht umgeschrieben wurde. Der Film spielt in Moskau 1865 und beruht lose auf dem Leben von Peter Iljitsch Tschaikowsky, der von Katharina Alexandrowna Murakina, gespielt von Zarah Leander, verehrt und unterstützt wird.
Das Lied wurde am 14. August 1939  mit dem Balalaika-Orchester Boris Romanoff aufgenommen.
Nach dem Krieg avancierte Zarah Leander mit ihren doppeldeutigen Texten und rauchigen Stimme zur Ikone der Schwulenbewegung und der Song zum Schwulen-Klassiker. Die Textzeile „Es ist ja ganz gleich wen wir lieben...“ könnte als Wahlspruch der Schwulenszene verstanden werden, die Zeile „Ich liebe jeden, der mir gefällt“ als Ausdruck der sexuellen Befreiung und Freizügigkeit.

## Coverversionen
2007 coverte die Kölschrock-Band Brings den Schlager und erreichten Platz 37 der deutschen Single-Charts.
2014 AnnenMayKantereit – Band in Köln